# Sephena sancta
Sephena sancta är en insektsart som beskrevs av Medler 2000. Sephena sancta ingår i släktet Sephena och familjen Flatidae. Inga underarter finns listade i Catalogue of Life.